# 이미키
이미키(Lee Miki, 본명 : 이소연, 1962~)는 대한민국의 여성 솔로 가수이다. <먼지가 되어>의 원곡 가수이기도 하다.
1986년 <1집 이미키>로 데뷔하였다. 이후 1987년 두 번째 앨범인 <지성과 사랑>을 발표했다. 이 앨범에는 김광석의 노래로 알려진 "먼지가 되어"가 수록되어 있다. 1989년 3집을 발표했고 같은 해 4집을 발표했다.

## 노래
- <1집 이미키> - 1986년 발매되었으며 이미키의 데뷔 앨범이다.
- <지성과 사랑> - 1987년에 발매되었다. "먼지가 되어"의 원곡이 수록되어 있다.
- <3집 이미키> - 1989년에 발매되었다.
- <4집 Miki Blue> - 1989년
- <당신이 그리워질때> - 1993년에 발매된 KBS 드라마 OST 앨범이며 김승기와 듀엣으로 참여하였다.
- <엄마의 바다> - 2002년
- <해변으로 가요(歌謠)> - 2005년